# Panic! at the Disco
Panic! at the Disco је бивша поп рок музичка група из Лас Вегаса основана 2004. године. Првобитни чланови су били пријатељи од детињства: Рајан Рос, Спенсер Смит, Брент Вилсон и Брендон Јури. Након неколико промена састава, постао је соло пројекат фронтмена Брендона Урија од 2015. године до укидања пројекта 2023. године.

## Дискографија
Као музичка група
- (2005)
- (2008)
- (2011)
- (2013)

Као соло пројекат
- (2016)
- (2018)
- (2022)